# Walter Brierley
Walter Henry Brierley, född 1862, död 1926, var en engelsk arkitekt från York i Yorkshire i England som var verksam i staden i en fyrtio årstid. Han kallades "Edwin Lutyens av Yorkshire". Han var en företrädare av den edwardianska barockstilen inom arkitektur och inkorporerade element av Christopher Wren i sina arkitekturverk.
Åren mellan 1885 och 1926 var han upphovsman av över 300 byggnader, inklusive skolor, kyrkor och hus i York och North Yorkshire. Han var anställd som arkitekt av biskopsdömet i York.
Hans arkitektoniska utförande lever vidare hos Brierley Groom, den äldsta arkitekturfirman i Storbritannien som varit verksam och aktiv sedan 1750.